# Széles János
Széles János (Budapest, 1909. – Buenos Aires 1981. július 8.) Európa-bajnok és magyar bajnok magyar ökölvívó, olimpikon.
Részt vett az Amszterdamban rendezett 1928. évi nyári olimpiai játékokon. Harmatsúlyban indult. Összesítésben 5. lett.
Az 1930-as amatőr ökölvívó-Európa-bajnokságon harmatsúlyban aranyérmet szerzett.
Klubcsapata a Ferencvárosi TC volt.